# Halticosaurus longotarsus
Halticosaurus longotarsus — вид ящеротазових динозаврів, що існував у кінці тріасового періоду (208 млн років тому). Описаний по викопних рештках, що знайдені у Німеччині у відкладеннях формації Левенштайн. Голотип складалася із зубів і фрагментів нижньої щелепи, елементів стегна кількох хвостових хребців та шийних хребців, неповної плечової кістки, фрагментів клубової кістки та плесна та двох неповних стегон. Рештки були змішані з рештками іншого завроподоморфа Sellosaurus gracilis.